# Pink Spider
A Pink Spider hide japán gitáros és énekes kilencedik szóló kislemeze, és a második a Ja, Zoo című albumról. 1998. május 13-án jelent meg, az előadó halálát követően 11 nappal. A kislemez 1. helyezett volt az Oricon slágerlistáján, és 1 033 770 eladott példánnyal az év 11. legsikeresebb kislemeze volt. A dal a 13. Japan Gold Disc Awardon elnyerte az év dalának járó elismerést.
2006. november 22-én újra kiadták. 2010. április 28-án hanglemez formátumban is megjelent.

## Musical
2011. március 8-án mutatták be a hide zenéjére épülő Pink Spider című musicalt, melyet a gitáros azonos című daláról neveztek el. Hide korábban említette, hogy szeretne egyszer „rockoperát” készíteni, valamint azt mondta, hogy a Pink Spider története nincs befejezve a kislemezen, nyitott maradt. A musical ezt az irányt igyekezett követni, a nyitott gondolatsort végigvinni. A főszerepben Minamiszava Nao és Takahasi Hitomi volt látható, egy Meru nevű lányt alakítottak, aki kedveli a rockzenét és a való világ, valamint egy fiktív világ, a Psychocommunity között vergődik. A defspiral együttesből Taka, és J a Luna Sea-ből is szerepelt a darabban. A musicalt március 8. és 27. között játszotta a Tokyo Globe Theater, majd áprilisban több városban is bemutatták. A produkció zenei rendezője I.N.A. volt. A darabban felhasznált eredeti hide-dalokat Musical Number: Rock Musical Pink Spider címmel március 2-án jelentették meg lemezen.

## Számlista
Az összes szám szerzője hide. 
| #  | Cím                             | Hossz |
| -- | ------------------------------- | ----- |
| 1. | Pink Spider                     | 3:42  |
| 2. | Pink Spider (Voiceless Version) | 3:54  |
| 3. | Cím nélkül (rejtett szám)       | 5:48  |